# Perdita cognata
Perdita cognata är en biart som beskrevs av Timberlake 1960. Perdita cognata ingår i släktet Perdita och familjen grävbin. Inga underarter finns listade i Catalogue of Life.